# Шавково (Ленинградская область)
Шавко́во — деревня в Новосельском сельском поселении Сланцевского района Ленинградской области.

## История
Впервые об этом селении, как о деревне Шолково в Бельском погосте Шелонской пятины в поместье своеземцев Ивана, Игната и Гриди Никитиных, записано в писцовой книге 1497/98 года письма Матвея Ивановича Валуева.

«В Белском же погосте своеземцы.

[…]

Ивашки да Игната да Гриди Никитиных.

[…]

Д.Шолково: дв. Демех Вельяминов, да брат его Федко, да Ивашко Климовы, пашни 7 коробей, а сена 15 копен, полторы обжы.

И сех по старому писму 6 деревень, а дворов 6, а людей 9 человек, а обеж 10. И убыли 3 деревни, а обжы убыли 3. А по новому писму всех 3 деревни, а дворов 6 и с теми, что в вопчих деревнях, а людей 9 человек и с своеземцы, а обеж своеземцы пашут на себя полторы обжы, а с полу-шты обжы емлют доход денег 2 гривны и 4 денги, а хлеба пол-четвертанатцаты коробьи ржы, пол-пяты коробьи ячмени, коробья пшеницы, пол-осмы коробьи овса, четвертка хмелю; а мелкого доходу пол-четверти борана, бочка пива, пол-третья пятка лну.»— [РГАДА. Ф.137. Оп.1. Новгород, № 2-А] опубликовано: «Новгородские писцовые книги, изданные императорской Археографической комиссией», т.4, СПб, 1886г, ред.А.И.Тимофеев. Текст приведён по редакции данного издания.
К 1571 году деревня Шовково опустела.

«В Белском погосте в Долоской сотне.

Дер. Шовково, по старому писму пол-2 обжи.

[…]

А были те обжи за подможными земцы за Гришкою за Ивановым, да за Гурьем за Ивановым, да за Ваской за Семеновым, да за Селянином за Яковлевым, да за Салтыком за Кузминым, да за Клюшнем за Максимовым за Микитиными. И те земцы те обжи покинули и сошли в Ругодивскую слободу и в Божье поветрие все перемерли; один у них остался Клюшен Максимов, и тот у сына боярского служит в Ракоборщине, а деревни все пусты.»— [РГАДА. Ф.137. Оп.1. Новгород, № 8] опубликовано: «Новгородские писцовые книги, изданные императорской Археографической комиссией», т.5, СПб, 1905г, ред. С. К. Богоявленский. Текст приведён по редакции данного издания.
В писцовой книге 1581/82 года эта деревня записана была пустошью в порозжих (пустых) землях Бельского погоста.

«Гришинсково поместья Иванова з братьею.

(Пус), что была деревня Шовкова, а в ней два (м) дворовых крестьянских, пашни перелогом полосмы коробьи в поле, а в дву по тому ж, сена пятнатцать копен, полторы обжи.»— [РГАДА. Ф. 1209. Оп. 1. № 957. л. 1043] Текст приведён по редакции Коплиенко В. Б.
При проведении обыска на порозжих землях Бельского погоста в 1595 году, на пустоши Шовково были замечены некоторые сельскохозяйственные работы, проводимые помещиком Василием Омосовым сыном Быковым и крестьянином Федотом Андреевым. В обыскной книге было отмечено, что губной староста Залесской половины Борис Мякинин, при выдаче разрешения на сев ярового хлеба (оброчной) крестьянину, присвоил себе 11 алтын 4 деньги.

«Григорьевского поместья Иванова сына з братьею.

В писцовых книгах написано: (пу), что была (дрв) Шовково, пол-2 обжи, сена 15 копен. И на той (пу) на одворье и около одворья сеяно ржи к нынешнему 103-му году по смете с осмину, рожь плоха, да в нынешнем во 103-м году сеяно жита с четь, да переложные земли взорано под рожь ко 104-му году по смете с чете, да сена укошено копен 20, а досталная полевая земля и сенные покосы поросли болшим лесом, а по четьм сметити немочно. А старожилцы и волостные люди сказали: сеял рожь и жито и переложную землю орал Василей Омосов, а то не ведают оброчася, или не оброчася. И Василей положил оброчную за приписью государева диека Дмитрея Алябьева, а в оброчной написано: 103-го апреля в 9 день диек Дмитрей Алябьев дал на оброк (пу) Шовково, обжу, в нынешнем 103-м году на той обжи сено косити и ярь сеяти, и ко 104-му году рожь сеяти, а оброку у него взято с той (пу) в государеву казну десять алтын; а вперед ему, Василью, в той (пу) рожь и ярь сеяти и сено косити и до поместные дачи, а оброку ему платити ежегод по десяти алтын на гонна Благовещеньев день по поручной записи. Да в той же (пу) на пол обжи положил оброчную за Семеновою рукою Горяинова, а в оброчной написано: 103-го генваря в 20 дн. Семен Горяинов да Борис Мякинин отдал Федоту Ондрееву, Федорову (к) Ресницына, в Белском погосте в (пу) в Шавкове пол обжи ярь сеяти, оброку взято по указу. А в роспросе Федотко сказал: дал оброку с тое (пу) губному Борису Мякинину полтину. А в оброчных книгах губных старост нынешнего 103-го написано: в (пу) в Шукове Федоту Ондрееву, Федорову (к) Ресницына, пол обжи ярь сеяти, а оброку взято 5 алтын. И в оброчных книгах недописано по скаске 11 алтын четырех денег. А на рожь к нынешнему, ко 103-му году оброчно не положил, и за ту рожь у Василья у Быкова по государеву наказу взято в государеву казну по смете волостных людей за семяна с приростом вчетверо, за 2 чети по указу, и в оброчные книги написаны.»— [РГАДА, Ф.1209, Оп.1, № 973, лл. 380об.-381об.] Текст приведён по редакции Коплиенко В. Б.
Заселяется вновь это селение в период с переписи 1646/47 по перепись 1669 года, в которой она записана в составе Заянской вотчины окольничего Ивана Богдановича Милославского.

«Да за ним же в деревни Шавкове: (в) (к) Евдокимко Иванов з детми с Прошкою да сь Ефремком, да Степашкою, да с Федоском.»— [РГАДА. Ф.1209. Оп.1. № 988Б. лл. 234. 234об.] Текст приведён по редакции Коплиенко В. Б.
В годы екатерининской реформы старые территориальные единицы Шелонская пятина, Залесская половина, Бельский погост были упразднены. При этом основная часть Бельского погоста была отдана во вновь образованный Лужский уезд, а небольшая его часть, приписанная к приходу Николаевской церкви села Заянья, где располагалась и деревня Шавково, к 1778 году была передана в Гдовский уезд.
В составе Заянской вотчины (во время Генерального межевания деревня Шавково вошла, правда, не в дачу села Заянья, а в дачу № 1183 деревни Малафеевой Горы) деревня Шавково находилась вплоть до её распродажи по частям наследниками Емельяна Андреевича Чеблокова. Тем не менее, Шавково на публичные торги не выставлялась, а досталась по наследству Николаю Емельяновичу Чеблокову.
На карте Санкт-Петербургской губернии Ф. Ф. Шуберта 1834 года, упоминается как деревня Шавкова с 44 дворами.
В 1838 году в деревне Шавково 2-го стана Гдовского уезда Санкт-Петербургской губернии за коллежским асессором Николаем Емельяновичем Чеблоковым насчитывалось 145 душ мужского и 149 женского пола.
В 1849 году в деревне Шавково за камер-юнкером Львом Александровичем Блоком было записано 30 дворов крестьянских, в них 112 человек мужского, 140 человек женского пола.
В 1856 году в деревне Шавково за помещиком Блоком в 20 дворах проживало 208 душ мужского пола.
В 1862 году в деревне Шавково в 32 дворах проживало 100 человек мужского и 124 человека женского пола, находилась православная часовня. Деревня относилась ко 2-му стану Гдовского уезда.
После отмены крепостного права деревня Шавково перешла из владения помещика Льва Александровича Блока крестьянам, приписано было селение к Юдинской волости.
15 июня 1897 года близ деревни Шавково при содействии родившегося здесь 1-й гильдии купца Евстифеева Василия Евстифеевича была заложена новая церковь, строительство которой (архитекторы С. Андреев и Н. Мельников) завершилось через два года. Церковь была освящена во имя Преображения Господня.
Согласно Памятной книжке Санкт-Петербургской губернии 1905 года деревня Шавково административно относилась к Язвинской волости 4-го земского участка 4-го стана Гдовского уезда Санкт-Петербургской губернии. Вместе с деревнями Хотышино (государственное I) и Хотышино (государственное II) она образовывала Шавковское сельское общество.

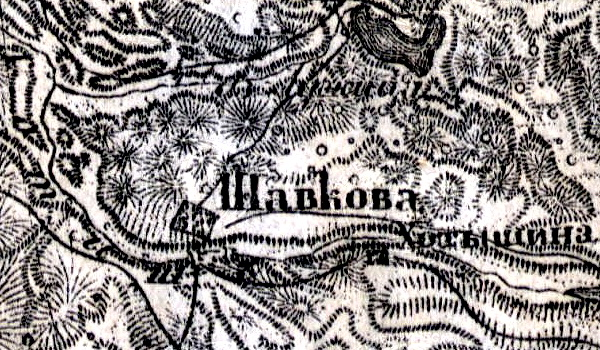
Деревня Шавково на карте 1919 года

Согласно карте Петроградской и Эстляндской губерний 1919 года деревня называлась Шавкова.
С марта 1917 по январь 1923 года деревня находилась в составе Язвинской волости Гдовского уезда.
С февраля 1923 по июль 1927 года в составе Шавковского сельсовета Заянской волости Гдовского уезда.
При упразднении Гдовского уезда, Заянской волости и образовании районов, деревня Шавково в составе Шавковского сельского совета в августе 1927 года вошла в Рудненский район.
С августа 1927 по октябрь 1928 года в составе Шавковского сельсовета Выскатской волости Рудненского района. В 1928 году население деревни составляло 125 человек. В ноябре 1928 года Шавковский сельсовет был ликвидирован, деревня Шавково стала относиться к Лужицкому сельскому совету.
По данным 1933 года деревня Шавково являлась административным центром Лужецкого сельсовета Рудненского района, в который входили 10 населённых пунктов, общей численностью населения 1507 человек>.
После ликвидации Рудненского района, 10 августа 1933 года деревня Шавково вошла в состав Осьминского района.
По данным 1936 года деревня Шавково являлась административным центром Лужецкого сельсовета Осьминского района, в который входил 21 населённый пункт, 320 хозяйств и 12 колхозов.
С 1 августа 1941 года по 31 января 1944 года германская оккупация.
2 августа 1961 года Лужецкий сельсовет вошёл в состав Сланцевского района, а 1 февраля 1963 года — в Кингисеппский район.
22 мая 1965 года Лужецкий сельский совет был упразднён, а его территория была присоединена к Новосельскому сельскому совету.
В ноябре 1965 года Новосельский сельсовет (и деревня Шавково в его составе) был передан во вновь образованный Сланцевский район. В 1965 году население деревни составляло 96 человек.
В советское время (уже к 1973 году) сельскохозяйственные земли у деревни Шавково принадлежали совхозу (в постсоветское время — АОЗТ) «Аврора» (центральная усадьба в деревне Новоселье). До распада СССР в деревне находился летний лагерь труда и отдыха (ЛТО) для школьников старших классов. Деревня также относилась к Новосельскому сельсовету.
В 1997 году в деревне Шавково Новосельской волости проживали 42 человека, в 2002 году — 25 человек (русские — 96 %).
В 2007 году в деревне Шавково Новосельского СП проживали 27 человек, в 2010 году — 24 человека.

## География
Деревня расположена в юго-восточной части района на автодороге 41К-162 (Заручье — Шавково).
Расстояние до административного центра поселения — 11 км.
Расстояние до ближайшей железнодорожной платформы Сланцы — 45 км.
Деревня находится на правом берегу реки Хотышина, рядом с границей Псковской области.

## Демография
| 2007 | 2010 | 2017 |
| ---- | ---- | ---- |
| 27   | ↘24  | ↗57  |

## Фото
| - Шавково, общий вид деревни - Шавково, заброшенный дом, в котором продолжают жить (крайние слева окна первого этажа) |